# Elphos
Elphos is een geslacht van vlinders van de familie spanners (Geometridae), uit de onderfamilie Ennominae.

## Soorten
- E. brabanti Thierry-Mieg, 1893
- E. cavimargo Prout, 1925
- E. exalbata Warren, 1903
- E. hymenaria Guenée, 1858
- E. hypocallistis Lower, 1898
- E. insueta Butler, 1878
- E. lutulenta West, 1929
- E. moesta Warren, 1894
- E. moltrechti Bastelberger, 1909
- E. nimia Prout, 1925
- E. pallida Rothschild, 1915
- E. pardicelata Walker, 1862
- E. picaria Warren, 1904
- E. praestans Prout, 1928
- E. praeumbrata Warren, 1893
- E. sauteri Prout, 1914
- E. subrubida Warren, 1896